# Леталност
Леталност (леталитет) се нарича вид статистически показател, обикновено обявяван в проценти или промили, с който (обща леталност) се изразява съотношението на броя на смъртните случаи спрямо общия брой на болните и пострадалите при злополуки за определен период от време. Леталност може да се определи и за всяка болест или по групи заболявания. Бива болнична, извънболнична, следоперативна и др.